# Al-Midya
Al-Midya (àrab: المديه, al-Midya) és una vila palestina en la governació de Ramal·lah i al-Bireh al centre de Cisjordània, situada 20 km a l'oest de Ramal·lah. Segons l'Oficina Central d'Estadístiques de Palestina (PCBS), tenia 1.665 habitants en 2016.

## Història

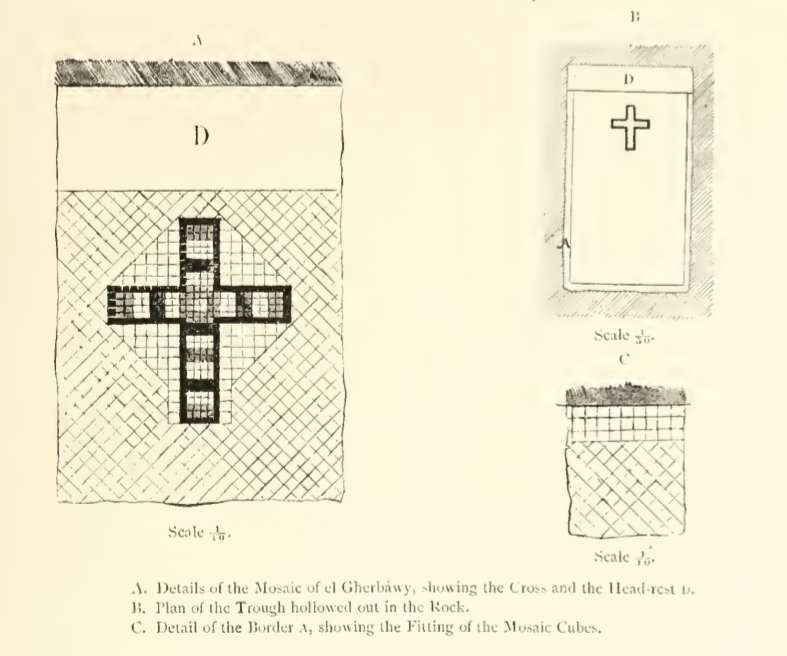
Creus trobades per Clermont-Ganneau a la part més antiga de l'estructura més gran, de l'era romana d'Orient, en el o posterior.

L'antiga vila és situada a Ras al-Midya, al S-E de la vila, on s'hi ha trobat ceràmica de l'edat de ferro i posterior. Al-Midya fou mencionada aparentment per Ishtori haFarhi durant l'era mameluc.

### Època otomana
Al-Midya va ser incorporada a l'Imperi Otomà en 1517 amb tota Palestina, i el 1596 va aparèixer als registres d'impostos com a part de la nàhiya de Ramla al liwà de Gaza. Tenia una població de 25 llars musulmanes i pagava impostos pel blat, l'ordi, l'estiu o les olives o fruiters, i una premsa per a les olives o raïms.
En 1870, Victor Guérin la va visitar i va pensar que les ruïnes trobades podien ser les tombes dels macabeus. Tanmateix, posteriorment Clermont-Ganneau va fer excavacions extensives i hi va trobar creus cristianes a la part més antiga de l'estructura. Va concloure que les ruïnes eren del segle v o posteriors, de l'era romans d'Orient.
Una llista oficial de pobles otomans del 1870 va mostrar que el-Medje tenia un total de 42 cases i una població de 159, tot i que el recompte de població només incloïa homes. També va assenyalar que estava situat a mitja hora a l'est de Jimzu.
En 1883 el Survey of Western Palestine del Fons per a l'Exploració de Palestina descriu Midieh com una vila de «bona grandària,» amb cases construïdes de tova o pedra. Al nord hi havia un petit oliverar, al sud un tanc. La característica més «peculiar» trobar va ser nomenada er Ras. Era una muntanya cònica alta, amb un maqam a la part superior, i tombes tallades en roca al costat.

### Època del Mandat Britànic
En el cens de Palestina de 1922, organitzat per les autoritats del Mandat Britànic, la població de Midya era de 245 musulmans, incrementats en el cens de 1931 a 286 musulmans en 59 cases.
En 1945 la població d'el Midya era de 320 musulmans, que posseïen 7,020 dúnams de terra segons una enquesta oficial de terra i població. D'aquests, 688 dúnams eren plantacions i regadiu, 2,304 per a cereals, mentre 8 dúnams eren sòl edificat.
Segons l'Applied Research Institute–Jerusalem, la superfície total d'Al-Midya era de 6,959 dúnams en 1942, però després de 1948 la major part de la terra occidental de la vila fou expropiada, deixant 892 dúnams, dels quals 217 eren classificats com a sòl edificat.

### Després de 1948
En la vespra de guerra araboisraeliana de 1948, i després dels acords d'armistici araboisraelians de 1949, al-Midya fou ocupada pel regne haixemita de Jordània. Després de la Guerra dels Sis Dies de 1967 va romandre sota l'ocupació israeliana.
El 1986, quan la població ascendia a 570 persones, en gran part dependents de l'agricultura, els habitants del poble es van despertar a les 3:00 a.m. per l'arribada de vehicles militars israelians i se'ls va informar que estaria vigent un toc de queda fins a les 21:00 hores d'aquest dia. Durant tot el dia s'hi van instal·lar aproximadament 1.000 israelians, soldats que protegien autoritats i treballadors de l'Administració de Terres i Reserves Naturals d'Israel que amb excavadores feien una carretera per un vessant escarpat en una pista rudimentària que estava per sota d'ella, i esglaonaren una olivera que s'estenia més de 1.100 dúnams, destruint 3.000 arbres. Quan es va informar de la devastació, Israel va dir que l'arrasament era bloquejar Al-Midya l'accés a les terres de l'estat israelià, afirmant que les oliveres tenien menys de cinc anys i que s'havien plantat per assegurar el títol de propietat a la zona. La majoria dels troncs tallats tenien més de mig metre de diàmetre, suggerint segles de creixement.

## Arqueologia
Les excavacions prop de Midya al segle xix van suggerir que s'hi trobaven les tombes dels Macabeus. Es van trobar set tombes triangulars corresponents a la descripció de l'historiador jueu del segle i Flavi Josep, qui va escriure que les set tombes piramidals de la família es van erigir al mateix lloc. En 1870, una antiga estructura propera al cementiri de Sheikh al-Arabawi, adjacent a al-Midya, fou identificat com una tomba asmonea, però això fou rebutjat per l'arqueòleg bíblic Charles Clermont-Ganneau. Exploracions posteriors de l'Autoritat d'Antiguitats d'Israel en el segle xxi suggereixen la probabilitat que Horbat Sheikh Gharbawi (Horbat Ha-Gardi) sigui la tomba familiar dels macabeus, o marcant la presumpta tomba en l'època romana d'Orient.